# Saint-Constant, Québec
Saint-Constant är en stad (kommun av typen ville) i provinsen Québec i Kanada. Den ligger i regionen Montérégie, i den sydöstra delen av landet, 160 km öster om huvudstaden Ottawa.